# Storkenæb-familien
Storkenæb-familien (Geraniaceae) er en familie af urteagtige planter (sjældnere buske). Alle arter indeholder tanniner. Bladene sidder spiralstillet og modsat. De er snitdelte med dybe flige eller regulære småblade. Blomsterne danner skærme, og de er 5-tallige og regelmæssige.
| Slægter |

- Hejrenæb (Erodium)
- Pelargonie (Pelargonium)
- Storkenæb (Geranium)